# Foto Cine Clube Bandeirante
O Foto Cine Clube Bandeirante é um dos mais antigos e importantes fotoclubes brasileiros, localizado na cidade de São Paulo. Fundado em 1939, tem diversas atividades e ajudou o conceito de fotografia artística no Brasil, com reconhecimento inclusive de clubes do exterior.
Do Foto Cine Clube Bandeirante sairam fotógrafos brasileiros famosos, tais como Thomas Farkas, Geraldo de Barros, German Lorca, Eduardo Salvatore, Chico Albuquerque, Madalena Schwartz e José Yalenti, entre outros.
O clube organizou por anos o Salão Brasileiro de Arte Fotográfica, já organizou duas vezes a Bienal Brasileira de Fotografia entre clubes, e salões digitais como Web Art Photos e Tecnologia na Arte.

## Fotoclubismo e o Bandeirante
Sendo um dos pioneiros na fotografia-arte brasileira, o FCCB introduziu na fotografia a partir da década de 40 novoas conceitos para a foto-arte, com seus salões concorridíssimos, exposições e múseus antes só para pinturas e esculturas, também foi responsável pela "Escola Paulista" de fotográfos que mudaram os conceitos de composição, estilo, recortes, etc... na fotografia vista até então como academica e pictorialista.
Participando de diversos salões mundo afora com trabalhos inovadores, o Bandeirante foi premiado diversas vezes com o primeiro lugar graças aos seus autores inovadores, em Salões nos EUA e Europa.
Publicou ainda um boletim informativo a partir de 1946, que ao decorrer do tempo foi mudando de nome e formato, até chegar a publicação da revista Foto-Cine Som na ´decada de 70. (extinta no começo dos 80)
Boa parte desse material pode ser acessado na sede do Bandeirante marcando horário previamente.
Seus passeios fotográficos são feitos periódicamente para diversos locais em São Paulo e outras localidades dentro e fora do Estado.
Entre suas atividades, além da formação de novos fotógrafos, há também a de fornecimento de estúdio e laboratório fotográfico para seus associados.
Ativo até hoje, ministra cursos, workshops, faz passeios fotográficos, exposições, bate-papos e salões de fotografia, entre outras atividades.
Possui acervo fotográfico, alem de uma biblioteca com livros desde a década de 1910.